# 和武显皇后
和武显皇后曹氏（9世纪—936年），後唐明宗李嗣源的皇后。没有记载显示她曾生子，仅可知明宗第三女为她所生，后来嫁给了将领石敬瑭。
天成三年（928年）正月，唐明宗李嗣源册封曹氏为淑妃，长兴元年（930年）五月十四，唐明宗册封曹淑妃为皇后；长兴四年（933年），唐明宗去世，第二年即应顺元年（934年）闰正月，唐閔帝李从厚册尊曹皇后为皇太后。清泰三年（936年），河东节度使石敬瑭在契丹支持下称帝，建立后晋。闰十二月，石敬瑭兵临城下，曹太后跟随末帝李从珂一起在洛阳后楼自焚。王太妃曾劝其暂时躲避等待亲女婿石敬瑭前来，不必殉国，曹太后却说自己的子孙、媳妇都到了这个地步，自己不忍独自活下来，反而劝王太妃保护好自己。
石敬瑭入洛阳后，使人护葬曹太后，天福五年（940年）正月廿八，石敬瑭追册曹皇后谥号和武显皇后。
| 前任者： 劉玉娘 | 后唐皇后 930年—933年 | 繼任者： 劉皇后     |
| 前任者： 劉玉娘 | 后唐皇后 930年—933年 | 繼任者： 闽国金皇后 |